# Planckarea
Planckarea, betecknat {\displaystyle l_{\text{P}}^{2}}, är en areaenhet och en av de härledda Planckenheterna, ett måttenhetssystem som bygger på naturliga enheter. Planckarea definieras som:
{\displaystyle l_{\text{P}}^{2}={\frac {\hbar G}{c^{3}}}}
där {\displaystyle G} är gravitationskonstanten, {\displaystyle \hbar } Diracs konstant och {\displaystyle c} ljusets hastighet i vakuum.
Dess värde är ungefär 2,6121 × 10−70 m2.